# ハンガー・ゲーム0
『ハンガー・ゲーム0』（原題：The Hunger Games: The Ballad of Songbirds and Snakes）は、フランシス・ローレンス監督、マイケル・レスリー及びマイケル・アーント脚本による2023年のアメリカ合衆国のSF戦争冒険映画。スーザン・コリンズの小説『ハンガー・ゲーム0 少女は鳥のように歌い、ヘビとともに戦う』を原作とし、シリーズ1作目『ハンガー・ゲーム』の前日譚となっている。
主要キャストはトム・ブライス、レイチェル・ゼグラー、ピーター・ディンクレイジ、ジェイソン・シュワルツマン、ハンター・シェイファー、ジョシュ・アンドレス・リヴェラ、ヴィオラ・デイヴィスなど。
2023年11月17日、ライオンズゲート・フィルムズより全米公開。日本では同年12月22日に公開。

## プロット
シリーズ1作目から64年前。記念すべき第10回ハンガー・ゲームの新たな試みとして、特権階級の子供が通う”アカデミー”の成績優秀者24人がゲーム参加者の教育係に選ばれる。
大統領になる前の若きコリオレーナス・スノーは、最も貧しく弱いとされる第12地区の少女ルーシー・グレイ・ベアードの教育係に選ばれる。

## 登場人物

### 主要人物
コリオレーナス・スノー
- 演 - トム・ブライス（英語版）、日本語吹替 - 佐藤拓也[2]
- ルーシー・グレイの教育係に選ばれる。愛称は“コリオ”。
- 後に独裁的な大統領となる。

ルーシー・グレイ・ベアード
- 演 - レイチェル・ゼグラー、日本語吹替 - 藤原夏海[2]
- 第12地区のハンガー・ゲーム女性参加者。
- 非定住民”コヴィー”の一員だが、現在は第12地区に定住させられている。”コヴィー”には音楽の才能がある。

キャスカ・ハイボトム
- 演 - ピーター・ディンクレイジ、日本語吹替 - 内田直哉[2]
- ハンガー・ゲームの考案者。
- 学生部長。

タイガレス・スノー
- 演 - ハンター・シェイファー、日本語吹替 - 夏目あり沙[2]
- コリオレーナスの年上の従姉。
- 後にハンガー・ゲームのスタイリストとなり、カットニス・エヴァディーン（英語版）や反乱軍を助ける。

セジャナス・プリンツ
- 演 - ジョシュ・アンドレス・リヴェラ（英語版）、日本語吹替 - 梶川翔平[2]
- 第2地区の男性参加者マーカスの教育係で、コリオレーナスの親友[3]。
- 第2地区出身だが、現在はキャピトルに住む。

ルクレティウス・”ラッキー”・フリッカーマン
- 演 - ジェイソン・シュワルツマン、日本語吹替 - 岡哲也[2]
- 第10回ハンガー・ゲームにして初の司会者。
- 後に司会者となるシーザー・フリッカーマンの先祖。

ヴォラムニア・ゴール博士
- 演 - ヴィオラ・デイヴィス、日本語吹替 - 五十嵐麗[2]
- 第10回ハンガー・ゲームのゲームメイカー。
- ハンガー・ゲームの考案にも関わった。

グランドマム
- 演 - フィオヌラ・フラナガン
- コリオレーナスとタイガレスの祖母。

ホフ司令官
- 演 - バーン・ゴーマン、日本語吹替 - 河本邦弘

### 教育係
フェリックス・ラヴィンスティル
- 演 - アーマー・フセイン
- 第11地区の女性参加者ディルの教育係。
- ラヴィンスティル大統領の又甥。

クレメンシア・ダブコート
- 演 - アシュリー・リャオ（英語版）
- 第11地区の男性参加者リーパーの教育係で、コリオレーナスの親友[4]。

フェストゥス・クリード
- 演 - マックス・ラファエル
- 第4地区の女性参加者コーラルの教育係。

リュシストラテ・ヴィッカース
- 演 - ゾーイ・レネー（英語版）
- 第12地区の男性参加者ジェサップの教育係。

リヴィア・カーデュー
- 演 - フローラ・シーマン
- 第1地区の男性参加者ファセットの教育係。

パルミラ・モンティ
- 第1地区の女性参加者ベルヴェリーンの教育係。

ペルセポネー
- 第4地区の男性参加者ミズンの教育係。

ヴィプサニア
- 第7地区の男性参加者トリーチの教育係。

パップ
- 第7地区の女性参加者ラミーナの教育係。

ジュノ
- 第8地区の男性参加者ボビンの教育係。

ヒラリウス
- 第8地区の女性参加者ウォービーの教育係。

ドミティア
- 第10地区の男性参加者タナーの教育係。

アラクネ
- 第10地区の女性参加者ブランディの教育係。
- 第8地区と第12地区の女性の教育係には開始2分で脱落するのでやりたくないと訴えていた。
- ゲーム開始前にブランディをからかっていたら…

### 参加者
ジェサップ
- 演 - ニック・ベンソン
- 第12地区の男性参加者。
- ルーシーとは仲が良く共に行動している。
- 移送中に蝙蝠に噛まれて狂犬病でゲームが始まってからおかしくなってしまう。

リーパー
- 演 - ディミトリ・アボルド
- 第11地区の黒人男性参加者。
- 狂暴な性格だが、同じ地区参加者のディルの身を案じている。
- 参加前に治安部隊の隊員を殺害している。
- 今回の優勝候補筆頭。
- ゲーム終盤に毒蛇に飲まれて死亡する。

マーカス
- 演 - ジェローム・ランス

- 第2地区の男性参加者。
- 教育係のセジャナスとは旧知の仲
- ゲーム開始前に逃げ出すが…

ラミーナ
- 演 - イレーネ・ベーム
- 第7地区の女性参加者。
- 同地区の参加者トリーチの同盟には加わらなかった。
- 中盤にコーラルのグループに追い詰められて死亡。

ディル
- 演 - スティープルズ ルナ

- 体の弱い第11地区の黒人女性参加者。
- 中盤にルーシーが入れた毒入の水を飲んでしまい死亡してしまう。

ボビン
- 演 - ノックス・ギブソン

- 第8地区の男性参加者。
- ゲーム開始中盤に忍び込んだスノーによって殺害される。

ウォービー
- 演 - ソフィア・サンチェス

- 第8地区の女性参加者。
- 一匹狼だがゲーム終盤まで生き延びるが最初に毒蛇に襲わてしまう。

ブランディ
- 演 - ルナ・クセ

- 第10地区の女性参加者。
- 狂暴な性格で教育係のアラクネを瓶で刺して殺害したがその直後治安部隊によって殺害される。

ファセット
- 第1地区の男性参加者。

ベルヴェリーン
- 第1地区の女性参加者。

#### 同盟”パック”のメンバー
コーラル
- 演 - マッケンジー・ランシング
- 第4地区の女性参加者。
- 同盟を組んだはずのトリーチやタナーを途中で裏切るなど狡猾な人物。
- ルーシーをしつこく狙うが毒蛇に追い詰められたときは命乞いをしていた。

ミズン
- 演 - クーパー・ディロン
- 第4地区の男性参加者。
- 終盤まで生き残るが毒蛇に襲われて死亡する。

トリーチ
- 演 - ヒロキ・ベレクロス
- 第7地区の男性参加者。

タナー
- 演 - Kjell Brutscheidt
- 第10地区の男性参加者
- 左目が潰れている。

#### その他
メイフェア・リップ
- 演 - イソベル・ジェスパー・ジョーンズ
- 第12地区長の娘。
- ルーシーのことを毛嫌いしている。
- 物語終盤に何者かに殺害される。

スプルース
- 演 - ジョージ・ソムナー
- 反乱を企む第12地区の市民。

フェリックス・ラヴィンスティル
- 演 - アーマー・フセイン
- 第11地区の女性参加者ディルの教育係。
- ラヴィンスティル大統領の又甥。

ストラボ・プリンツ
- 演 - マイケル・グレコ（英語版）
- セジャナスの父親。
- 第2地区出身だが、反乱時の軍需で富を築きキャピトルに移住した。

プリンツ夫人
- ダニエラ・グルーベル
- セジャナスの母親。

### ”コヴィー”
モード・アイボリー
- 演 - ヴォーン・ライリー
- ルーシー・グレイのいとこ。

ビリー・トープ
- 演 - ダコタ・シャピロ
- ルーシー・グレイのかつての恋人、クラークの兄。

バーブ・アズール・ベアード
- 演 - オナー・ギリーズ
- ルーシー・グレイのいとこ。

タム・アンバー
- 演 - アイケ・オニャンブ
- マンドリン奏者。

クラーク・カーマイン
- 演 - コンスタンティン・タフェット
- ビリー・トープの弟。

## 製作

### 開発
2017年8月、ライオンズゲートのジョン・フェルトハイマーCEOは、映画『ハンガー・ゲーム』シリーズのスピンオフに興味を示し、そのコンセプトを探求するためにライターズ・ルームを立ち上げる意向を示した。
2019年6月、ライオンズゲート・フィルムズのジョー・ドレイク会長は、同社が小説『The Ballad of Songbirds and Snakes』の映画化に関して、原作者のスーザン・コリンズと協力していることを発表した。
その後、フランシス・ローレンスが監督を務めることが決定した。脚本はコリンズ、マイケル・レスリー、マイケル・アーントが執筆し、ローレンスとともにニーナ・ジェイコブソンとブラッド・シンプソンが製作を務める。さらに、コリンズは製作総指揮も務める。
2021年8月、ドレイクは本作のプリプロダクションが「本当に、本当に順調に進んでいる」と述べた。

### キャスティング
2022年5月、トム・ブライスが若き日のスノー大統領役に、レイチェル・ゼグラーが彼の教育を受けるルーシー・グレイ・ベアード役にキャスティングされた。ゼグラーはもともと1月にこの役をオファーされていたが、当初は断っていた。
同年6月、『ウエスト・サイド・ストーリー』でもゼグラーと共演したジョシュ・アンドレス・リヴェラやハンター・シェイファー、ジェイソン・シュワルツマンが、翌月にはピーター・ディンクレイジがキャスティングされた。
同年6月から7月にかけて、ゲーム参加者と教育係を演じる複数の俳優が加わった。
同年8月、ヴィオラ・デイヴィスが第10回ハンガー・ゲームの責任者ヴォラムニア・ゴール役にキャスティングされたと報じられ、翌月にはバーン・ゴーマンやフィオヌラ・フラナガンを含むキャストが明らかになった。

### 撮影
撮影は2022年7月11日にポーランドのヴロツワフで始まり、2022年11月5日にドイツのベルリンで終了した。撮影場所には、ライプツィヒの「諸国民戦争記念碑」やヴロツワフの百周年記念ホールなどが含まれる。

## 音楽
2022年7月、作曲家のジェームズ・ニュートン・ハワードが、再び同シリーズの音楽を担当した。
2023年10月20日、『ハンガー・ゲーム FINAL: レジスタンス』で主人公のカットニスを演じたジェニファー・ローレンスが歌う『The Hanging Tree』のルーシー・グレイ（レイチェル・ゼグラー）版が公開された。
同年11月1日、オリヴィア・ロドリゴが書き下ろした『Can’t Catch Me Now』が本作の公式ソングとなることが報じられた。3日には、同楽曲のビジュアライザー・ビデオと、同楽曲が流れる新予告編が配信された。

## 公開
2023年11月17日、ライオンズゲート・フィルムズより全米公開。日本では同年12月22日に公開。